# San Gabriel (Santiago)
San Gabriel es una pequeña localidad cordillerana ubicada en el Valle del Cajón del Maipo a 1300 metros sobre el nivel del mar y a 30 km de San José de Maipo.
Está emplazada junto al Río Maipo, cerca de la confluencia de este con los Ríos Yeso y Volcán, por lo que controla los pasos de una amplia zona cordillerana (el más importante es el de Paso del Portillo de Piuquenes), razón por la cual se estableció un puesto de control a cargo de Carabineros de Chile. 

## Situación fronteriza
San Gabriel es el último poblado antes de la frontera; sin embargo, no existe paso vehicular a Argentina, solo huellas para mulas y paso de animales, lo que explica el control que el Servicio Agrícola y Ganadero de Chile mantiene en este punto. 
Junto con la única posta médica (SAMU) y la Comisaría de Carabineros se encuentra una Escuela de Concentración Fronteriza con internado para los niños montañeses. En dicha escuela existe un laboratorio computacional que hizo famosa la escuela en el año 2004 cuando tuvo una destacada partícipación en el concurso Aulas Hermanas con un colegio de Tigre en el Delta del Río de la Plata.

## Historia
En este mismo punto las autoridades coloniales españolas habían establecido un puesto de control, el cual fue considerado por José de San Martín en el momento de planificar el cruce de los Andes, enviando al Capitán José León Lemus a atacarlo para inmovilizar al ejército español de Marcó del Pont. Si bien Lemus debía derrotar y ocupar la zona para crear la idea que solo era una avanzada, las tropas españolas huyeron al primer contacto. Tras considerar cumplida su misión Lemus se retiró.